# Ordre de Notre-Dame du Chardon
Pour les articles homonymes, voir Notre-Dame et Chardon (homonymie).
L’ordre de Notre-Dame du Chardon est l'un des trois ordres de chevalerie du duché de Bourbon. Il fut institué en janvier 1370, à Moulins, par le duc Louis II « en l’honneur de Dieu et de la Vierge immaculée ». Son existence fut, au mieux, éphémère et on n'en trouve plus de trace directe après la mort de Louis II.

On l'appelait aussi ordre de Bourbon, du nom de son fondateur, ou ordre de l’Espérance, car ses chevaliers portaient une ceinture sur laquelle était brodé le mot espérance, devise adoptée par Louis II revenu de captivité, le jour de Noël 1366 : 

« Et pour le bon espoir que j’ai en vous, après Dieu, d’ores en avant, je pourterai pour devise une seinture ou il aura escript ung joyeulx mot : Espérance. »

## Fondation
L'Ordre fut fondé par Louis II à l'occasion de son mariage avec Anne Dauphine d'Auvergne (1358-1417), comtesse de Forez, fille de Béraud II dauphin d'Auvergne, qui allait considérablement accroître ses domaines.
Il fut conféré le 2 février 1370, jour de la Purification de la Vierge Marie, en l'église de Moulins.

## Organisation
Composé de vingt-six gentilshommes sans reproche qui devaient s’être distingués par leur bravoure aux armées, l'ordre avait le duc de Bourbon pour souverain.
Sa fête principale était le 8 décembre, fête de la Conception de la bienheureuse Vierge Marie.

## Insignes et habits de cérémonie
« Le grand collier de ce dévot ordre étoit d'or fait en figures de losanges entières et demi émaillées de vert, ouvertes et remplies de fleurs de lys d'or et ce mot espérance en lettres capitales [antiques, émaillées de rouge] mises en chaque losange. Au bout de ce colier pendoit un ovale en lequel étoit dépeinte l'image de Notre Dame, selon la figure de l'Apocalypse, entourée d'un soleil d'or, couronnée de douze étoiles d'argent et ayant un croissant de lune de meme métal sous les pieds, et au bout de l'ovale paroissait une tête de chardon émaillée de vert et de blanc. » Son poids était « de dix marcs, fermant à boucle et ardillon d'or, ainsi que la ceinture. »
« Comme ce collier étoit l'ornement de ces chevaliers, les jours solennels, leur marque commune et journalière étoit une ceinture qu'ils portoient de velours bleu celeste, doublée de satin rouge, sur laquelle étoit relevée en broderie en lettres capitales, ce mot : espérance », et dont la boucle et l'ardillon étaient en or et losangés, avec l'émail vert comme la tête d'un chardon.

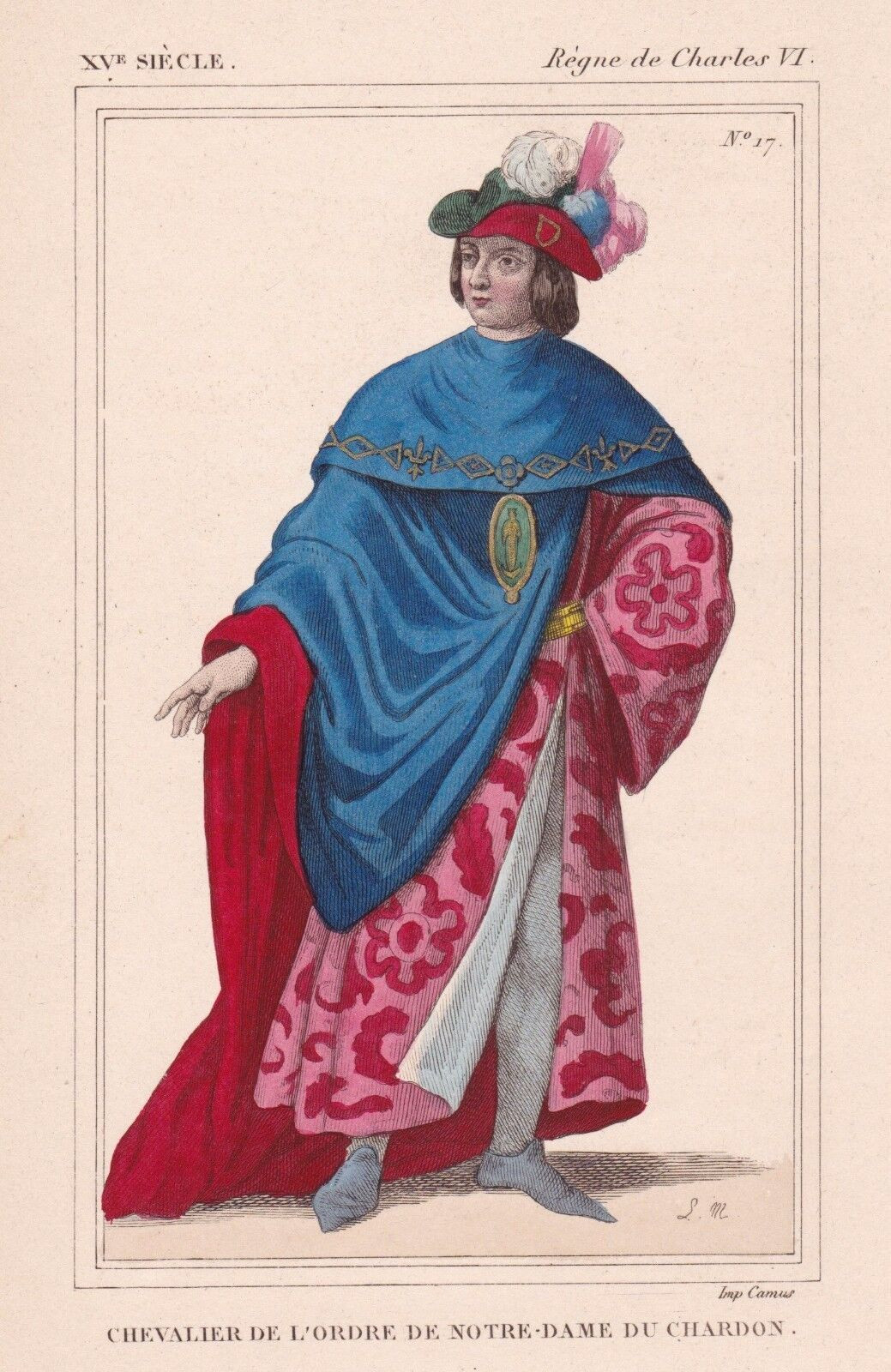
Habit des chevaliers.

Aux jours de cérémonie, les chevaliers revêtaient un grand manteau de damas bleu ciel doublé de satin rouge surmonté d'un chaperon de velours vert aux orfrois de broderie d'or représentant le grand collier de l'ordre, sous lequel ils portaient une soutane de damas incarnat aux manches larges, ceinte de leur ceinture bleue.
Ils se couvraient d'une coiffure de velours vert, à la pointe de laquelle pendait une houppe de soie cramoisie et de fil d'or, le rebras à l'antique fourré de panne cramoisie portant dans un écu d'or le mot allen : « Allen est à dire : allons tous ensemble au service de Dieu, et soyons tous ung en la deffense de nos pays, et là ou nous porrons trover et conquester honneur par fait de chevalerie ».

## Controverses historiques

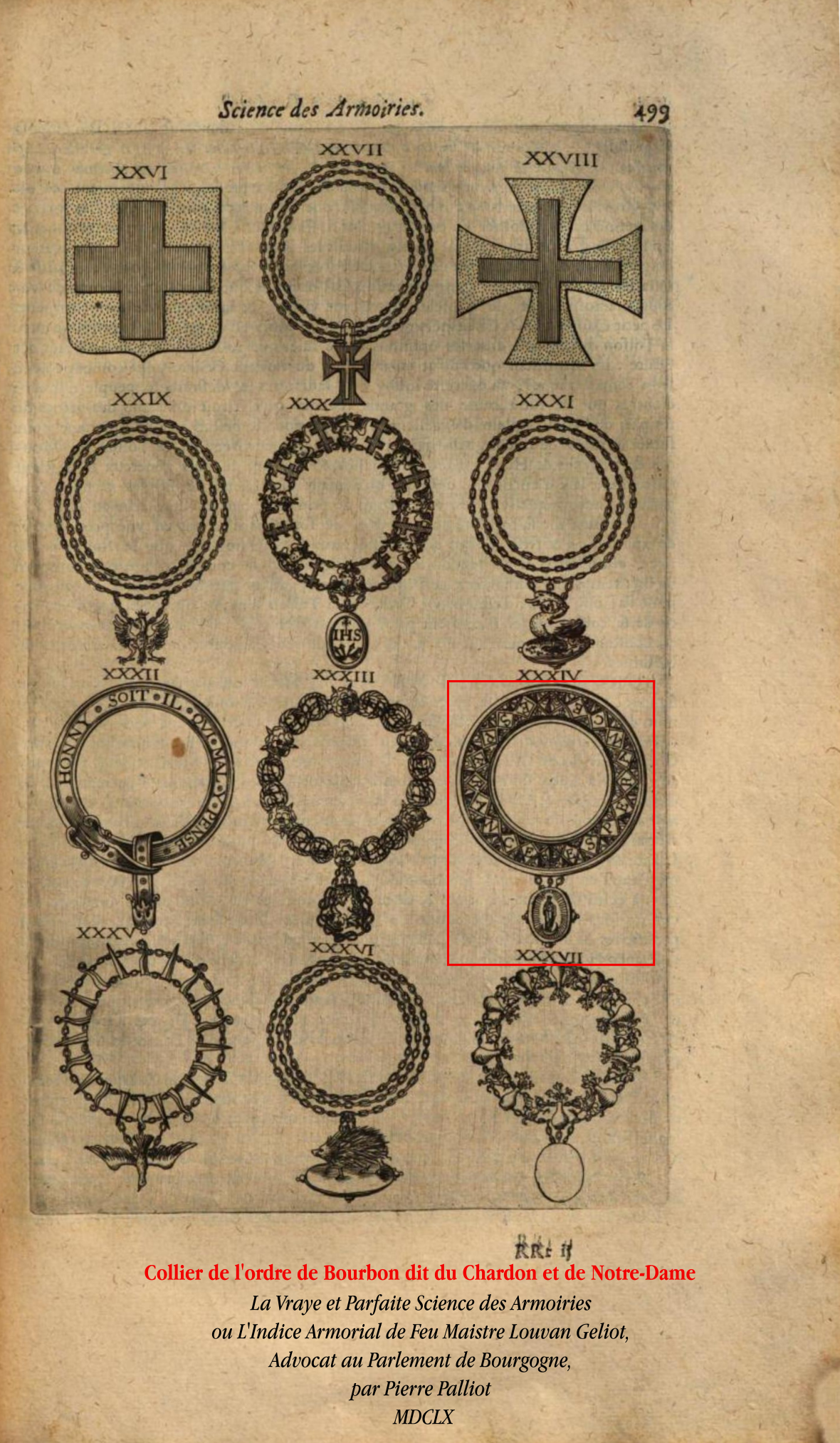
Planche héraldique dans l'ouvrage de Louvan Geliot.

L'articulation de l'ordre de Notre-Dame du Chardon avec celui de l'Écu d'or, créé peu auparavant et dont les chevaliers portaient également la ceinture Espérance, n'est pas claire : il est difficile de déterminer s'il a remplacé l'Écu d'or, si ces deux ordres ont fusionné ou s'ils ont existé conccuremment.
L'ordre est parfois confondu avec un éphémère ordre du Chardon qui aurait existé au XVIe siècle, sous le roi Jacques II d'Écosse : dans sa livraison de juillet 1814, le Mercure de France, recensant les ordres de chevalerie ayant existé en France, considère ainsi que l'ordre avait été  réuni à l’ordre de la Jarretière, par un roi d’Écosse qu'il nomme Charles VI.
Les auteurs sont partagés quant à la réalité de la fondation de cet ordre, décrit avec assurance par les historiens Jean-Marie de La Mure, André Favyn, au XVIIe siècle, et par Henri Sauval au XVIIIe siècle. Les principales objections sont émises, dans leur édition de La Mure, par Georges Richard de Soultrait, qui affirme que le chardon n'avait été pris comme attribut que par le duc Pierre II à l'occasion de son mariage avec Anne de France, en 1474 et par André Steyert, qui se fondait sur le silence des chroniqueurs, le caractère éphémère de l'ordre et l'anachronisme du collier, puis, plus récemment, par Hervé Pinoteau. L'argument du chardon a été réfuté par Jean-Bernard de Vaivre, qui démontre que l'adoption de cet attribut est le fait de Louis II, sa présence étant un motif souvent répété dans la décoration de l'hôtel de Bourbon à Paris. Les chardons qui figurent sur plusieurs monuments à côté de la ceinture d'espérance peuvent donc laissent à penser que cet ordre avait au moins fait l'objet d'un projet sérieux

Ceinture.

Pour sa part, Joseph Clément cite plusieurs témoignages probants d'usage du collier au XIVe siècle, dont un passage de l'inventaire de l'argenterie des rois de France en 1353. Vaivre fait remarquer qu'il aurait pu davantage se référer au collier de la Toison d'Or, beaucoup plus ancien que ne le pensait Steyert, ses origines se trouvant dans le collier du distribué au jour de l'an 1404 par Philippe le Hardi, duc de Bourgogne.
Jean-Philippe de Vaivre estime que ce qu'il qualifie – sans être péremptoire – de « légende de l'Ordre de Notre-Dame-de-l'Espérance ou du Chardon » pourrait résulter d'une méprise, Bertrand Du Guesclin étant passé à Moulins pour rejoindre à Châteauneuf-de-Randon, Louis II « luy [avait] aussy [donné] une belle seincture d'or très riche de son ordre d'Esperance, laquelle il luy mit au col. » Il suggère que ce geste était seulement une marque d'estime donnée par le duc à un petit nombre de personnages qu'il voulait particulièrement honorer, ou, dans deux cas cités par Favyn, un adoubement de nobles non-chevaliers, desquels on ne peut déduire la certitude de l'existence de cet ordre, au contraire de celle de l'ordre de l'Écu d'or qui lui paraît fondée.
Toutefois, la présence de « chevaliers de l'Espérance » semble encore attestée à la veille de la Révolution française, car treize d'entre-eux célébrèrent la fête de Saint-Louis, en l'église des Carmes de Moulins en 1764,.